# Kollagen-Typ 3α1
Kollagen Typ III, alpha 1, auch bekannt als Alpha-1-Typ-III-Kollagen, ist ein Skleroprotein, das im menschlichen Organismus vom Gen COL3A1 codiert wird. Es wird in frühen Embryonen und während der Embryonalentwicklung exprimiert. Bei Erwachsenen ist Kollagen Typ III, alpha 1 eine Hauptkomponente der extrazellulären Matrix in zahlreichen inneren Organen und der Haut. Mutationen im COL3A1-Gen können zum Ehlers-Danlos-Syndrom, Vaskulärer Typ führen.

## Funktion
Kollagen Typ III, alpha 1 ist ein fibrilläres Kollagen, das sich im extensiblen Bindegewebe wie Haut, Lunge, Darm und Gefäßsystem befindet. Außerdem interagiert ein Peptid des Proteins COL3A1, und zwar das III-30-Peptid, mit dem Glykoprotein VI (GPVI). Das III-30-Peptid enthält drei Hydroxyprolinreste im OGP/GPO-Motiv. Diese Hydroxyprolinreste spielen eine entscheidende Rolle bei der GPVI-Reaktivität.

## Mutationen
Mutationen im COL3A1-Gen können folgende Krankheiten auslösen:
- Akrogerie
- Ehlers-Danlos-Syndrom, Vaskulärer Typ
- Vaskuläres Ehlers-Danlos-Polymikrogyrie-Syndrom
- Familiäres abdominales Aortenaneurysma
- Familiäres zerebrales sakkuläres Aneurysma

## Tiermodell
Durch homologe Rekombination wird das murine COL3A1-Gen in embryonalen Stammzellen inaktiviert. Das mutierte Allel wurde durch die Maus übertragen und homozygot mutierte Tiere wurden durch heterozygote Kreuzungen abgeleitet. Heterozygote Mäuse waren phänotypisch normal. Doch etwa 10 % der homozygot mutierten Tiere überlebten bis ins Erwachsenenalter, hatten aber im Vergleich zum Wildtyp eine viel kürzere Lebensdauer. Die Haupttodesursache bei mutierten Mäusen war ein Bruch der Hauptblutgefäße. Eine ultrastrukturelle Analyse von Gewebe mutierter Mäuse zeigte, dass Kollagen Typ III, alpha 1 essenziell für eine normale Kollagen-I-Fibrillogenese im Herz-Kreislauf-System und anderen Organen ist.